# Go Ahead Eagles in het seizoen 2013/14
Het seizoen 2013/2014 was het 111de jaar in het bestaan van de voetbalclub Go Ahead Eagles uit Deventer. De club kwam uit in de Nederlandse Eredivisie en nam deel aan het toernooi om de KNVB beker.

## Selectie
| Keepers                     |            |     |     |                  |                 |
| 1. Eloy Room                | Nederland  | 0   | 0   | Vitesse          | 2014 (huur)     |
| 1. Stephan Andersen         | Denemarken | 0   | 0   | Real Betis       | 2014 (huur)     |
| 16. Erik Cummins            | Nederland  | 0   | 0   | FC Utrecht       | 2015            |
| 22. Patrick ter Mate        | Nederland  | 0   | 0   | Jeugd Vitesse    | 2014 (amateur)  |
| 30. Ruben Lucas             | Nederland  | 0   | 0   | FC Twente        | 2014            |
| Verdedigers                 |            |     |     |                  |                 |
| 2. Mawouna Amevor           | Nederland  | 1   | 0   | FC Dordrecht     | 2015            |
| 3. Bart Vriends             | Nederland  | 3   | 1   | Jeugd FC Utrecht | 2015            |
| 4. Jop van der Linden       | Nederland  | 67  | 12  | Helmond Sport    | 2014            |
| 5. Xandro Schenk            | Nederland  | 1   | 0   | AFC Ajax         | 2015            |
| 12. Doke Schmidt            | Nederland  | 18  | 0   | SC Heerenveen    | 2014 (huur)     |
| 15. Ridgeciano Haps         | Nederland  | 0   | 0   | AZ               | 2014 (huur)     |
| 15. Joeri Schroyen          | Nederland  | 1   | 0   | Fortuna Sittard  | 2015 (verhuurd) |
| 23. Tom Oostinjen           | Nederland  | 0   | 0   | GVVV             | 2014 (amateur)  |
| 24. Joost Krijns            | Nederland  | 0   | 0   | CSV Apeldoorn    | 2014 (amateur)  |
| 29. Michel Gerritsen Mulkes | Nederland  | 0   | 0   | Excelsior '31    | 2014 (amateur)  |
| Middenvelders               |            |     |     |                  |                 |
| 6. Sjoerd Overgoor          | Nederland  | 38  | 2   | BV De Graafschap | 2015            |
| 8. Deniz Türüç              | Nederland  | 3   | 0   | De Graafschap    | 2016            |
| 10. Jeffrey Rijsdijk        | Nederland  | 1   | 0   | FC Dordrecht     | 2015            |
| 17. Erik Falkenburg         | Nederland  | 0   | 0   | AZ               | 2014 (huur)     |
| 18. Lars Lambooij           | Nederland  | 1   | 0   | SC Veendam       | 2015            |
| 20. Joran Pot               | Nederland  | 62  | 0   | PEC Zwolle       | 2014            |
| 28. Kevin Spanjaard         | Nederland  | 0   | 0   | V.V.Glanerbrug   | 2014            |
| Aanvallers                  |            |     |     |                  |                 |
| 7. Jarchinio Antonia        | Nederland  | 82  | 16  | ADO Den Haag     | 2015            |
| 9. Marnix Kolder            | Nederland  | 428 | 127 | VVV-Venlo        | 2015            |
| 11. Xander Houtkoop         | Nederland  | 73  | 22  | Heracles Almelo  | 2014            |
| 14. Thomas Azevedo          | België     | 0   | 0   | OH Leuven        | 2014 (huur)     |
| 19. Guyon Philips           | Nederland  | 1   | 0   | Vitesse          | 2015 (amateur)  |
| 21. Joey Godee              | Nederland  | 0   | 0   | Cercle Brugge    | 2014 (huur)     |
| 26. Teije ten Den           | Nederland  | 0   | 0   | Rohda Raalte     | 2014 (amateur)  |
| 27. Omar Kavak              | Nederland  | 0   | 0   | SVZW             | 2014 (amateur)  |

### Technische en medische staf
| Technische Staf   |           |                                 |  |
| Foeke Booy        | Nederland | Trainer/Coach/Technisch manager |  |
| Michel Boerebach  | Nederland | Assistent trainer               |  |
| Dennis Demmers    | Nederland | Assistent trainer               |  |
| Harmen Kuperus    | Nederland | Keeperstrainer                  |  |
| Adrie Steenbergen | Nederland | Elftalbegeleider                |  |
| Medische staf     |           |                                 |  |
| Dennis Kok        | Nederland | Clubarts                        |  |
| Norbert Schilder  | Nederland | Clubarts                        |  |
| Coen Geers        | Nederland | Fysiotherapeut                  |  |
| Henk Nijenhuis    | Nederland | Verzorger                       |  |

### Transfers

#### In
| Naam              | Nationaliteit | Positie      | Oude club               |
| ----------------- | ------------- | ------------ | ----------------------- |
| Erik Cummins      | Nederland     | Keeper       | FC Utrecht              |
| Joey Godee        | Nederland     | Aanvaller    | Cercle Brugge (gehuurd) |
| Joost Krijns      | Nederland     | Verdediger   | CSV Apeldoorn           |
| Lars Lambooij     | Nederland     | Middenvelder | SC Veendam              |
| Tom Oostinjen     | Nederland     | Verdediger   | GVVV                    |
| Jeffrey Rijsdijk  | Nederland     | Middenvelder | FC Dordrecht            |
| Eloy Room         | Nederland     | Keeper       | SBV Vitesse (gehuurd)   |
| Maurice de Ruiter | Nederland     | Middenvelder | DVS '33                 |
| Xandro Schenk     | Nederland     | Verdediger   | AFC Ajax                |
| Doke Schmidt      | Nederland     | Verdediger   | sc Heerenveen (gehuurd) |
| Joeri Schroyen    | Nederland     | Verdediger   | Fortuna Sittard         |
| Erik Falkenburg   | Nederland     | Middenvelder | AZ (gehuurd)            |
| Ridgeciano Haps   | Nederland     | Verdediger   | AZ (gehuurd)*           |
| Stephan Andersen  | Denemarken    | Keeper       | Real Betis (gehuurd)*   |
| Thomas Azevedo    | België        | Aanvaller    | OH Leuven (gehuurd)*    |

* Tijdens wintertransferperiode

#### Uit
| Naam               | Nationaliteit | Positie      | Nieuwe club             |
| ------------------ | ------------- | ------------ | ----------------------- |
| Freek Heerkens     | Nederland     | Verdediger   | Willem II               |
| Jasper Heusinkveld | Nederland     | Keeper       | De Graafschap           |
| Jan Kromkamp       | Nederland     | Verdediger   | Gestopt                 |
| Nick Marsman       | Nederland     | Keeper       | FC Twente (was gehuurd) |
| Cendrino Misidjan  | Nederland     | Verdediger   | Sparta Rotterdam        |
| Cas Peters         | Nederland     | Aanvaller    | FC Twente (was gehuurd) |
| Quincy Promes      | Nederland     | Middenvelder | FC Twente (was gehuurd) |
| Resit Schuurman    | Nederland     | Verdediger   | n.n.b.                  |
| Ruud Wellenberg    | Nederland     | Middenvelder | VV Berkum               |
| Khalid Karami      | Nederland     | Verdediger   | SBV Excelsior           |
| Lion Kaak          | Nederland     | Middenvelder | Valencia CF (B)         |
| Eloy Room          | Nederland     | Keeper       | Vitesse (was gehuurd)*  |

* Tijdens wintertransferperiode

## Uitslagen/Programma Eredivisie

### Thuiswedstrijden Go Ahead Eagles
| Tegenstander    | SR. | Datum               | Uitslag        |
| --------------- | --- | ------------------- | -------------- |
| ADO Den Haag    | 2   | 10 aug 13           | 2 - 1          |
| Ajax            | 20  | 26 jan 14           | 0 - 1          |
| AZ              | 23  | 08 feb 14           | 2 - 1          |
| SC Cambuur      | 7   | 20 sep 13           | 0 - 0          |
| Feyenoord       | 10  | 19 okt 13           | 2 - 2          |
| FC Groningen    | 4   | 25 aug 13           | 3 - 3          |
| SC Heerenveen   | 32  | 12 apr 14           | 0 - 2          |
| Heracles Almelo | 12  | 03 nov 13 04 dec 13 | Gestaakt 1 - 1 |
| NAC Breda       | 29  | 23 maa 14 02 apr 14 | * 2 - 1        |
| N.E.C.          | 9   | 05 okt 13           | 4 - 3          |
| PEC Zwolle      | 16  | 08 dec 13           | 4 - 1          |
| PSV             | 26  | 01 maa 14           | 2 - 3          |
| RKC Waalwijk    | 22  | 05 feb 14           | 2 - 2          |
| Roda JC         | 34  | 03 mei 14           | 0 - 1          |
| FC Twente       | 27  | 09 maa 14           | 1 - 0          |
| FC Utrecht      | 18  | 22 dec 13           | 2 - 1          |
| Vitesse         | 14  | 24 nov 13           | 0 - 3          |

### Uitwedstrijden Go Ahead Eagles
| Tegenstander    | SR. | Datum     | Uitslag |
| --------------- | --- | --------- | ------- |
| ADO Den Haag    | 25  | 21 feb 14 | 3 - 2   |
| Ajax            | 8   | 28 sep 13 | 6 - 0   |
| AZ              | 6   | 15 sep 13 | 3 - 0   |
| SC Cambuur      | 19  | 19 jan 14 | 2 - 0   |
| Feyenoord       | 30  | 30 maa 14 | 5 - 0   |
| FC Groningen    | 24  | 16 feb 14 | 1 - 0   |
| SC Heerenveen   | 15  | 30 nov 14 | 3 - 1   |
| Heracles Almelo | 31  | 05 apr 14 | 1 - 2   |
| NAC Breda       | 11  | 26 okt 13 | 5 - 0   |
| N.E.C.          | 21  | 02 feb 14 | 1 - 1   |
| PEC Zwolle      | 28  | 16 maa 14 | 2 - 0   |
| PSV             | 3   | 17 aug 13 | 3 - 0   |
| RKC Waalwijk    | 5   | 31 aug 13 | 1 - 4   |
| Roda JC         | 13  | 09 nov 13 | 1 - 4   |
| FC Twente       | 17  | 14 dec 14 | 3 - 1   |
| FC Utrecht      | 1   | 04 aug 13 | 1 - 1   |
| Vitesse         | 33  | 27 apr 14 | 2 - 2   |

Reden andere speeldata: 

* Uitgesteld wegens de Nuclear Security Summit 2014

## Wedstrijdverslagen

### Vriendschappelijk 2013/14
|                                                                                     |                                                                        |        | | |  |
| Zaterdag 29 juni 2013, 16.00 uur                                                    | SV Terwolde                                                            | 0 - 14 | Go Ahead Eagles | |  |
| Sportcomplex De Woldermarck, Terwolde Vriendschappelijk                             |                                                                        |        | Marnix Kolder 6x Jeffrey Rijsdijk Xander Houtkoop Jarchinio Antonia Deniz Türüç Eigen doelpunt 2x Guyon Philips (pen) Omar Kavak | Opstelling Go Ahead Eagles: Jurjan Wouda, Doke Schmidt, Bart Vriends, Jop van der Linden, Xandro Schenk, Joran Pot, Jarchinio Antonia, Deniz Türüç, Marnix Kolder, Jeffrey Rijsdijk, Xander Houtkoop         |  |
| Bijzonderheden: - Dit was de eerste officiële oefenwedstrijd van het nieuwe seizoen |                                                                        |        | | |  |
|                                                                                     |                                                                        |        | | |  |
| Woensdag 3 juli 2013, 19.00 uur                                                     | Sv Voorwaarts Twello                                                   | 0 - 4  | Go Ahead Eagles | |  |
| Twello Vriendschappelijk                                                            |                                                                        |        | Deniz Türüç Marnix Kolder 2x Teije ten Den                                                                                       | Opstelling Go Ahead Eagles: Jurjan Wouda, Doke Schmidt, Mawouna Amevor, Xandro Schenk, Joeri Schroyen, Lars Lambooij, Jeffrey Rijsdijk, Deniz Türüç, Omar Kavak, Marnix Kolder, Kevin Spanjaard              |  |
| Bijzonderheden:                                                                     |                                                                        |        | | |  |
|                                                                                     |                                                                        |        | | |  |
| Zaterdag 6 juli 2013, 16.00 uur                                                     | Sallands Streekteam                                                    | 0 - 6  | Go Ahead Eagles | |  |
| Heeten Vriendschappelijk                                                            |                                                                        |        | Jeffrey Rijsdijk Jarchinio Antonia Kevin Spanjaard Guyon Philips 2x Teije ten Den                                                | Opstelling Go Ahead Eagles: Jurjan Wouda, Doke Schmidt, Bart Vriends, Jop van der Linden, Xandro Schenk, Sjoerd Overgoor, Jeffrey Rijsdijk, Deniz Türüç, Jarchinio Antonia, Marnix Kolder, Xander Houtkoop   |  |
| Bijzonderheden:                                                                     |                                                                        |        | | |  |
|                                                                                     |                                                                        |        | | |  |
| Dinsdag 9 juli 2013, 19.00 uur                                                      | Go Ahead Eagles                                                        | 3 - 0  | AZ | |  |
| Sportcomplex De Woldermarck, Terwolde Vriendschappelijk                             | Marnix Kolder Xander Houtkoop Marnix Kolder (pen)                      |        | | Opstelling Go Ahead Eagles: Jurjan Wouda; Mawouna Amevor, Bart Vriends, Jop van der Linden, Xandro Schenk, Jeffrey Rijsdijk, Xandro Schenk, Deniz Türüç, Jarchinio Antonia, Marnix Kolder, Xander Houtkoop   |  |
| Bijzonderheden:                                                                     |                                                                        |        | | |  |
|                                                                                     |                                                                        |        | | |  |
| Zaterdag 13 juli 2013, 16.00 uur                                                    | Go Ahead Eagles                                                        | 4 - 1  | Excelsior Rotterdam | |  |
| Sportcomplex De Woldermarck, Terwolde Vriendschappelijk                             | Lars Lambooij Peter Grimmer Jop van der Linden (pen) Jarchinio Antonia |        | Kevin Vermeulen | Opstelling Go Ahead Eagles: Patrick ter Mate; Tom Oostinjen, Doke Schmidt, Jop van der Linden, Joeri Schroyen; Sjoerd Overgoor, Maurice De Ruiter, Lars Lambooij; Omar Kavak, Guyon Philips, Kevin Spanjaard |  |
| Bijzonderheden:                                                                     |                                                                        |        | | |  |
|                                                                                     |                                                                        |        | | |  |
| Dinsdag 16 juli 2013, 19.00 uur                                                     | Go Ahead Eagles                                                        | 2 - 1  | KFC Uerdingen 05 | |  |
| Sportcomplex De Woldermarck, Terwolde Vriendschappelijk                             | Xander Houtkoop Jarchinio Antonia                                      |        | Emrah Uzun | Opstelling Go Ahead Eagles: |  |
| Bijzonderheden:                                                                     |                                                                        |        | | |  |
|                                                                                     |                                                                        |        | | |  |
| Zaterdag 20 juli 2013, 16.00 uur                                                    | Go Ahead Eagles                                                        | 3 - 2  | Bayer Leverkusen O-23 | |  |
| Sportcomplex De Woldermarck, Terwolde Vriendschappelijk                             | Jarchinio Antonia Lars Lambooij Marnix Kolder (pen)                    |        | Zenga Al Ghaddioui | Opstelling Go Ahead Eagles: Eric Cummins, Doke Schmidt, Mawouna Amevor, Jop van der Linden, Xandro Schenk, Sjoerd Overgoor, Deniz Türüç, Lars Lambooij, Jarchinio Antonia, Marnix Kolder, Xander Houtkoop    |  |
| Bijzonderheden:                                                                     |                                                                        |        | | |  |
|                                                                                     |                                                                        |        | | |  |
| Vrijdag 26 juli 2013, 20.00 uur                                                     | Go Ahead Eagles                                                        | 1 - 2  | Sivasspor | |  |
| De Adelaarshorst, Deventer Vriendschappelijk                                        | Jeffrey Rijsdijk                                                       |        | Eser 2× | Opstelling Go Ahead Eagles: Eric Cummins, Doke Schmidt, Mawouna Amevor, Jop van der Linden, Xandro Schenk; Lars Lambooij, Sjoerd Overgoor, Deniz Türüç; Jarchinio Antonia, Marnix Kolder, Xander Houtkoop    |  |
| Bijzonderheden:                                                                     |                                                                        |        | | |  |
|                                                                                     |                                                                        |        | | |  |
| Vrijdag 11 oktober 2013                                                             | SC Cambuur                                                             | 1 - 1  | Go Ahead Eagles | |  |
| Leeuwarden Vriendschappelijk                                                        | Alexander Christovão                                                   |        | Jeffrey Rijsdijk | Opstelling Go Ahead Eagles: |  |
| Bijzonderheden:                                                                     |                                                                        |        | | |  |
|                                                                                     |                                                                        |        | | |  |
| Woensdag 8 januari 2014                                                             | De Graafschap                                                          | 3 - 0  | Go Ahead Eagles | |  |
| Garderen Vriendschappelijk                                                          | Nathan Kabasele 2× Anco Jansen                                         |        | | Opstelling Go Ahead Eagles: |  |
| Bijzonderheden:                                                                     |                                                                        |        | | |  |
|                                                                                     |                                                                        |        | | |  |
| Vrijdag 11 januari 2014                                                             | Almere City FC                                                         | 4 - 1  | Go Ahead Eagles | |  |
| Almere City Stadion, Almere Vriendschappelijk                                       | Jason Oost 2× Charles Dissels Tim Receveur                             |        | Xander Houtkoop | Opstelling Go Ahead Eagles: Eloy Room, Bart Vriends, Jop van der Linden, Xandro Schenk, Sjoerd Overgoor, Jarchinio Antonia, Deniz Türüç, Marnix Kolder, Jeffrey Rijsdijk, Xander Houtkoop, Doke Schmidt      |  |
| Bijzonderheden:                                                                     |                                                                        |        | | |  |

### Eredivisie

#### Speelronde 1 t/m 8 (augustus, september)
|                                                                                   | |               | | |
| Speelronde 1 Zondag 4 augustus 2013, 14.30 uur                                    | FC Utrecht | 1 - 1 (1 - 0) | Go Ahead Eagles | : Marnix Kolder |
| Stadion Galgenwaard, Utrecht toeschouwers: 14.551 Scheidsrechter: Jochem Kamphuis | Dave Bulthuis 15' Dave Bulthuis 28' Kai Heerings 90+1'                                                                            |               | '46 Xander Houtkoop | Basisopstelling Go Ahead Eagles: Room, Schmidt, Amevor, Van der Linden, Schenk, Lambooij, Overgoor, Türüç, Antonia, Kolder, Houtkoop Toegepaste wissels Go Ahead Eagles: '11 Türüç Rijsdijk '79 Lambooij Pot '85 Schenk Schroyen               |
| Bijzonderheden:                                                                   | |               | | |
| Speelronde 2 Zaterdag 10 augustus 2013, 19.45 uur                                 | Go Ahead Eagles | 2 - 1 (1 - 1) | ADO Den Haag | : Marnix Kolder |
| De Adelaarshorst, Deventer toeschouwers: 6.855 Scheidsrechter: Pol van Boekel     | Xandro Schenk 21' Marnix Kolder 81' Xandro Schenk 30' Mawouna Amevor 72'                                                          |               | '37 Mike van Duinen '23 Tom Beugelsdijk '75 Jerson Cabral | Basisopstelling Go Ahead Eagles: Room, Amevor, Vriends, Van der Linden, Schenk, Lambooij, Overgoor, Türüç, Antonia, Kolder, Houtkoop Toegepaste wissels Go Ahead Eagles: '63 Lambooij Rijsdijk '90+1 Türüç Pot                                 |
| Bijzonderheden:                                                                   | |               | | |
|                                                                                   | |               | | |
| Speelronde 3 Zaterdag 17 augustus 2013, 18.45 uur                                 | PSV | 3 - 0 (0 - 0) | Go Ahead Eagles | : Marnix Kolder |
| Philips Stadion, Eindhoven toeschouwers: 32.000 Scheidsrechter: Kevin Blom        | Florian Jozefzoon 48' Oscar Hiljemark 56' Memphis Depay 83' Santiago Arias 16'                                                    |               | | Basisopstelling Go Ahead Eagles: Room, Amevor, Vriends, Van der Linden, Schenk, Rijsdijk, Overgoor, Türüç, Antonia, Kolder, Houtkoop Toegepaste wissels Go Ahead Eagles: '62 Rijsdijk Lambooij '62 Türüç Falkenburg '79 Antonia Kavak          |
| Bijzonderheden:                                                                   | |               | | |
|                                                                                   | |               | | |
| Speelronde 4 Zondag 25 augustus 2013, 12.30 uur                                   | Go Ahead Eagles | 3 - 3 (1 - 1) | FC Groningen | : Marnix Kolder |
| De Adelaarshorst, Deventer toeschouwers: 7.339 Scheidsrechter: Jeroen Sanders     | Marnix Kolder 11' Marnix Kolder 48' Xandro Schenk 59' Xandro Schenk 46' Deniz Türüç 63' Jarchinio Antonia 75'                     |               | '45+1 Tjaronn Chery '54 Krisztián Adorján '87 Género Zeefuik '44 Andraž Kirm '63 Rasmus Lindgren '66 Timo Letschert '68 Krisztián Adorján '70 Timo Letschert '89 Género Zeefuik | Basisopstelling Go Ahead Eagles: Room, Amevor, Vriends, Van der Linden, Schenk, Falkenburg, Overgoor, Türüç, Antonia, Kolder, Houtkoop Toegepaste wissels Go Ahead Eagles: '65 Falkenburg Lambooij '80 Kolder Godee '90+3 Van der Linden Kavak |
| Bijzonderheden:                                                                   | |               | | |
|                                                                                   | |               | | |
| Speelronde 5 Zaterdag 31 augustus 2013, 19.45 uur                                 | RKC Waalwijk | 1 - 4 (0 - 2) | Go Ahead Eagles | : Marnix Kolder |
| Mandemakers Stadion, Waalwijk toeschouwers: 6.000 Scheidsrechter: Bas Nijhuis     | Denzel Slager 87' Frank van Mosselveld 70'                                                                                        |               | '10 Erik Falkenburg '19 Erik Falkenburg '64 Erik Falkenburg '71 Marnix Kolder (pen)                                                                                             | Basisopstelling Go Ahead Eagles: Room, Schmidt, Vriends, Van der Linden, Schenk, Falkenburg, Overgoor, Türüç, Antonia, Kolder, Houtkoop Toegepaste wissels Go Ahead Eagles: '74 Falkenburg Lambooij '74 Schenk Schroyen '83 Houtkoop Godee     |
| Bijzonderheden:                                                                   | |               | | |
|                                                                                   | |               | | |
| Speelronde 6 Zondag 15 september 2013, 14.30 uur                                  | AZ | 3 - 0 (1 - 0) | Go Ahead Eagles | : Marnix Kolder |
| AFAS Stadion, Alkmaar toeschouwers: 15.421 Scheidsrechter: Eric Braamhaar         | Aron Jóhannsson (pen) 31' Viktor Elm 90+1' Steven Berghuis 90+3'                                                                  |               | '31 Sjoerd Overgoor | Basisopstelling Go Ahead Eagles: Room, Schmidt, Vriends, Van der Linden, Schenk, Falkenburg, Overgoor, Türüç, Antonia, Kolder, Houtkoop Toegepaste wissels Go Ahead Eagles: '69 Antonia Godee '77 Overgoor Rijsdijk '87 Van der Linden Amevor  |
| Bijzonderheden:                                                                   | |               | | |
|                                                                                   | |               | | |
| Speelronde 7 Vrijdag 20 september 2013, 20.00 uur                                 | Go Ahead Eagles | 0 - 0 (0 - 0) | SC Cambuur | : Marnix Kolder |
| De Adelaarshorst, Deventer toeschouwers: 7.214 Scheidsrechter: Ed Janssen         | Doke Schmidt 29' Erik Falkenburg 37'                                                                                              |               | '27 Mohamed El Makrini '30 Erik Bakker '43 Martijn van der Laan | Basisopstelling Go Ahead Eagles: Room, Schmidt, Vriends, Van der Linden, Schenk, Falkenburg, Overgoor, Türüç, Antonia, Kolder, Houtkoop Toegepaste wissels Go Ahead Eagles: '71 Antonia Godee '87 Houtkoop Rijsdijk '89 Falkenburg Lambooij    |
| Bijzonderheden:                                                                   | |               | | |
|                                                                                   | |               | | |
| Speelronde 8 Zaterdag 28 september 2013, 20.45 uur                                | Ajax | 6 - 0 (0 - 0) | Go Ahead Eagles | : Marnix Kolder |
| Amsterdam Arena, Amsterdam toeschouwers: 48.785 Scheidsrechter: Tom van Sichem    | Jop van der Linden (e.d.) 48' Lesly de Sa 50' Kolbeinn Sigthórsson 52' Kolbeinn Sigthórsson 53' Lerin Duarte 64' Siem de Jong 68' |               | '10 Erik Falkenburg '59 Deniz Türüç '68 Xandro Schenk | Basisopstelling Go Ahead Eagles: Room, Schmidt, Vriends, Van der Linden, Schenk, Falkenburg, Overgoor, Türüç, Antonia, Kolder, Houtkoop Toegepaste wissels Go Ahead Eagles: '46 Antonia Godee '55 Van der Linden Amevor '55 Overgoor Lambooij  |
| Bijzonderheden:                                                                   | |               | | |

#### Speelronde 9 t/m 17 (oktober, november, december)
| | |                                     | | |
| Speelronde 9 Zaterdag 5 oktober 2013, 19.45 uur | Go Ahead Eagles | 4 - 3 (3 - 0)                       | N.E.C. | : Marnix Kolder |
| De Adelaarshorst, Deventer toeschouwers: 7.423 Scheidsrechter: Björn Kuipers | Deniz Türüç 4' Xander Houtkoop 21' Jarchinio Antonia 28' Alireza Jahanbakhsh (e.d.) 89' Bart Vriends 9'                                    |                                     | '72 Michael Higdon '76 Jakob Jantscher '87 Ryan Koolwijk '80 Kevin Conboy                                       | Basisopstelling Go Ahead Eagles: Room, Amevor, Vriends, Schenk, Schroyen, Falkenburg, Overgoor, Türüç, Antonia, Kolder, Houtkoop Toegepaste wissels Go Ahead Eagles: '65 Houtkoop Godee '85 Antonia Rijsdijk '90+1 Türüç Lambooij                             |
| Bijzonderheden: | |                                     | | |
| | |                                     | | |
| Speelronde 10 Zaterdag 19 oktober 2013, 18.45 uur | Go Ahead Eagles | 2 - 2 (0 - 1)                       | Feyenoord | : Marnix Kolder |
| De Adelaarshorst, Deventer toeschouwers: 7.681 Scheidsrechter: Danny Makkelie | Mawouna Amevor 48' Marnix Kolder 89' Joey Godee 2' Xandro Schenk 41' Bart Vriends 50' Sjoerd Overgoor 81'                                  |                                     | '17 Stefan de Vrij '63 Lex Immers '78 Miquel Nelom '88 Tonny Vilhena                                            | Basisopstelling Go Ahead Eagles: Room, Schmidt, Vriends, Schenk, Amevor, Falkenburg, Overgoor, Lambooij, Antonia, Kolder, Godee Toegepaste wissels Go Ahead Eagles: '76 Godee Houtkoop '77 Falkenburg Rijsdijk '83 Lambooij Kavak                             |
| Bijzonderheden: | |                                     | | |
| | |                                     | | |
| Speelronde 11 Zaterdag 26 oktober 2013, 19.45 uur | NAC Breda | 5 - 0 (4 - 0)                       | Go Ahead Eagles                                                                                                 | : Marnix Kolder |
| Rat Verlegh Stadion, Breda toeschouwers: 17.800 Scheidsrechter: Serdar Gözübüyük | Rydell Poepon 24' Jordy Buijs 27' Jeffrey Sarpong 35' Rydell Poepon 44' Stipe Perica 87' Mats Seuntjens 8'                                 |                                     | '78 Deniz Türüç '84 Erik Falkenburg                                                                             | Basisopstelling Go Ahead Eagles: Room, Schmidt, Vriends, Schenk, Amevor, Falkenburg, Overgoor, Türüç, Antonia, Kolder, Godee Toegepaste wissels Go Ahead Eagles: '72 Overgoor Lambooij '72 Antonia Houtkoop '82 Türüç Rijsdijk                                |
| Bijzonderheden: | |                                     | | |
| | |                                     | | |
| Speelronde 12 Zondag 3 november 2013, 14.30 uur | Go Ahead Eagles | 0 - 0*                              | Heracles Almelo                                                                                                 | : |
| De Adelaarshorst, Deventer toeschouwers: Scheidsrechter: - | |                                     | | Basisopstelling Go Ahead Eagles: Toegepaste wissels Go Ahead Eagles: |
| Bijzonderheden: - Na 90 seconden spelen werd de wedstrijd voor korte tijd stil gelegd wegens onweer. - Wedstrijd werd na 19 minuten bij een 0-0-stand gestaakt wegens noodweer. Wedstrijd werd op 4 december hervat. Zie 4 december voor het wedstrijdverslag. | |                                     | | |
| | |                                     | | |
| Speelronde 13 Zaterdag 9 november 2013, 18.45 uur | Roda JC | 1 - 4 (1 - 3)                       | Go Ahead Eagles                                                                                                 | : Marnix Kolder |
| Parkstad Limburg Stadion, Kerkrade toeschouwers: 13.400 Scheidsrechter: Eric Braamhaar | Mitchell Donald 29' Kees Luijckx 32' Ard van Peppen 41' Ard van Peppen 48' Frank Demouge 69'                                               |                                     | '9 Jarchinio Antonia '10 Jarchinio Antonia '34 Xander Houtkoop '55 Erik Falkenburg '69 Jarchinio Antonia        | Basisopstelling Go Ahead Eagles: Room, Schmidt, Vriends, Van der Linden, Schenk, Falkenburg, Overgoor, Türüç, Antonia, Kolder, Houtkoop Toegepaste wissels Go Ahead Eagles: '68 Overgoor Lambooij '76 Antonia Godee '79 Falkenburg Rijsdijk                   |
| Bijzonderheden: | |                                     | | |
| | |                                     | | |
| Speelronde 14 Zondag 24 november 2013, 14.30 uur | Go Ahead Eagles | 0 - 3 (0 - 2)                       | Vitesse | : Marnix Kolder |
| De Adelaarshorst, Deventer toeschouwers: 7.473 Scheidsrechter: Danny Makkelie | Doke Schmidt 11' Deniz Türüç 35' Jop van der Linden 40' Xandro Schenk 41' Jarchinio Antonia 48'                                            |                                     | '35 Lucas Piazon (pen) '41 Lucas Piazon (pen) '65 Gaël Kakuta '9 Piet Velthuizen                                | Basisopstelling Go Ahead Eagles: Room, Schmidt, Vriends, Van der Linden, Schenk, Falkenburg, Overgoor, Türüç, Antonia, Kolder, Houtkoop Toegepaste wissels Go Ahead Eagles: '72 Falkenburg Lambooij '72 Kolder Godee '82 Schmidt Amevor                       |
| Bijzonderheden: | |                                     | | |
| | |                                     | | |
| Speelronde 15 Zaterdag 30 november 2013, 19.45 uur | SC Heerenveen | 3 - 1 (0 - 1)                       | Go Ahead Eagles                                                                                                 | : Marnix Kolder |
| Abe Lenstra Stadion, Heerenveen toeschouwers: 22.600 Scheidsrechter: Pieter Vink | Marten de Roon 48' Pelé van Anholt 52' Hakim Ziyech 84' Joeri de Kamps 35' Mitchell Dijks 68'                                              |                                     | '43 Erik Falkenburg                                                                                             | Basisopstelling Go Ahead Eagles: Room, Schmidt, Vriends, Van der Linden, Schroyen, Falkenburg, Overgoor, Lambooij, Antonia, Kolder, Houtkoop Toegepaste wissels Go Ahead Eagles: '59 Kolder Godee '66 Lambooij Rijsdijk                                       |
| Bijzonderheden: | |                                     | | |
| | |                                     | | |
| Speelronde 12 Woensdag 4 december 2013, 20.45 uur (resterende 71 minuten) | Go Ahead Eagles | 1 - 1 (0 - 0) (0 - 0) (na 19 min.)* | Heracles Almelo                                                                                                 | : Marnix Kolder / Jop van der Linden |
| De Adelaarshorst, Deventer toeschouwers: 7.338 Scheidsrechter: Tom van Sichem | Erik Falkenburg 88' Xander Houtkoop 62' Jarchinio Antonia 79' Erik Falkenburg 89'                                                          |                                     | '75 Mark Uth '3 Jason Davidson '60 Ben Rienstra '65 Jeroen Veldmate '71 Iliass Bel Hassani '79 Bart Schenkeveld | Basisopstelling Go Ahead Eagles: Room, Schmidt, Vriends, Van der Linden, Schenk, Falkenburg, Overgoor, Türüç, Antonia, Kolder, Houtkoop Toegepaste wissels Go Ahead Eagles: '19 Overgoor** Lambooij '19 Kolder** Godee '67 Godee Rijsdijk '86 Lambooij Amevor |
| Bijzonderheden: * De wedstrijd werd op 3 november gestaakt wegens noodweer. De resterende 71 minuten werden op 4 december gespeeld. ** Overgoor en Kolder speelden op 3 november wel mee, maar konden nu niet meespelen.                                       | |                                     | | |
| Speelronde 16 Zondag 8 december 2013, 14.30 uur | Go Ahead Eagles | 4 - 1 (2 - 0)                       | PEC Zwolle | : Jop van der Linden |
| De Adelaarshorst, Deventer toeschouwers: 7.731 Scheidsrechter: Pol van Boekel | Doke Schmidt 6' Erik Falkenburg 15' Jarchinio Antonia 57' Jop van der Linden (pen) 70' Bart Vriends 35' Deniz Türüç 56' Mawouna Amevor 90' |                                     | '74 Stefan Nijland '8 Joost Broerse '88 Mateusz Klich                                                           | Basisopstelling Go Ahead Eagles: Room, Schmidt, Vriends, Van der Linden, Schenk, Overgoor, Rijsdijk, Türüç, Antonia, Falkenburg, Houtkoop Toegepaste wissels Go Ahead Eagles: '71 Overgoor Amevor '74 Falkenburg Godee '85 Houtkoop Lambooij                  |
| Bijzonderheden: | |                                     | | |
| | |                                     | | |
| Speelronde 17 Zaterdag 14 december 2013, 20.45 uur | FC Twente | 3 - 1 (1 - 0)                       | Go Ahead Eagles                                                                                                 | : Jop van der Linden |
| Grolsch Veste, Enschede toeschouwers: 29.900 Scheidsrechter: Richard Liesveld | Felipe Gutiérrez 21' Luc Castaignos 56' Dušan Tadić 62' Rasmus Bengtsson 57'                                                               |                                     | '58 Jop van der Linden (pen) '60 Bart Vriends                                                                   | Basisopstelling Go Ahead Eagles: Room, Schmidt, Vriends, Van der Linden, Schenk, Overgoor, Rijsdijk, Türüç, Antonia, Falkenburg, Houtkoop Toegepaste wissels Go Ahead Eagles: '83 Türüç Lambooij '76 Houtkoop Godee '89 Antonia Kavak                         |
| Bijzonderheden: | |                                     | | |
| | |                                     | | |

#### Speelronde 18 t/m 25 (december, januari, februari)
| Speelronde 18 Zondag 22 december 2013, 14.30 uur                                   | Go Ahead Eagles                                                                           | 2 - 1 (1 - 1) | FC Utrecht                                                                  | : Jop van der Linden |
| De Adelaarshorst, Deventer toeschouwers: 7.538 Scheidsrechter: Reinold Wiedemeijer | Jeffrey Rijsdijk 14' Jop van der Linden (pen) 74'                                         |               | '4 Cedric Badjeck '10 Tommy Oar '58 Timothy Derijck '73 Mark van der Maarel | Basisopstelling Go Ahead Eagles: Room, Schmidt, Vriends, Van der Linden, Schenk, Overgoor, Rijsdijk, Türüç, Antonia, Falkenburg, Houtkoop Toegepaste wissels Go Ahead Eagles: '88 Houtkoop Godee '88 Overgoor Amevor '90+4 Rijsdijk Lambooij  |
| Bijzonderheden:                                                                    |                                                                                           |               |                                                                             | |
|                                                                                    |                                                                                           |               |                                                                             | |
| Speelronde 19 Zondag 19 januari 2014, 14.30 uur                                    | SC Cambuur                                                                                | 2 - 0 (1 -0)  | Go Ahead Eagles                                                             | : Marnix Kolder |
| Cambuurstadion, Leeuwarden toeschouwers: 9.345 Scheidsrechter: Ed Janssen          | Marcel Ritzmaier 18' Martijn Barto 65' Lucas Bijker 23' Marcel Ritzmaier 90'              |               | '17 Sjoerd Overgoor '88 Erik Falkenburg                                     | Basisopstelling Go Ahead Eagles: Room, Schmidt, Vriends, Van der Linden, Schenk, Overgoor, Falkenburg, Türüç, Antonia, Kolder, Houtkoop Toegepaste wissels Go Ahead Eagles: '71 Kolder Rijsdijk '79 Houtkoop Godee '87 Van der Linden Amevor  |
| Bijzonderheden:                                                                    |                                                                                           |               |                                                                             | |
|                                                                                    |                                                                                           |               |                                                                             | |
| Speelronde 20 Zondag 26 januari 2014, 14.30 uur                                    | Go Ahead Eagles                                                                           | 0 - 1 (0 - 0) | Ajax                                                                        | : Marnix Kolder |
| De Adelaarshorst, Deventer toeschouwers: 7.938 Scheidsrechter: Reinold Wiedemeijer | Marnix Kolder 62' Doke Schmidt 90+1'                                                      |               | '74 Lasse Schöne '51 Davy Klaassen                                          | Basisopstelling Go Ahead Eagles: Room, Schmidt, Vriends, Van der Linden, Schenk, Overgoor, Rijsdijk, Türüç, Antonia, Kolder, Houtkoop Toegepaste wissels Go Ahead Eagles: '67 Rijsdijk Lambooij '83 Overgoor Amevor '90 Antonia Kavak         |
| Bijzonderheden:                                                                    |                                                                                           |               |                                                                             | |
|                                                                                    |                                                                                           |               |                                                                             | |
| Speelronde 21 Zondag 2 februari 2014, 14.30 uur                                    | N.E.C                                                                                     | 1 - 1 (1 - 0) | Go Ahead Eagles                                                             | : Marnix Kolder |
| Goffertstadion, Nijmegen toeschouwers: 11.150 Scheidsrechter: Jochem Kamphuis      | Michael Higdon 5' Kevin Conboy 67'                                                        |               | '58 Deniz Türüç '82 Ridgeciano Haps                                         | Basisopstelling Go Ahead Eagles: Ter Mate, Schmidt, Vriends, Van der Linden, Schenk, Falkenburg, Overgoor, Türüç, Antonia, Kolder, Houtkoop Toegepaste wissels Go Ahead Eagles: '78 Schenk Haps '86 Houtkoop Godee '89 Antonia Rijsdijk       |
| Bijzonderheden:                                                                    |                                                                                           |               |                                                                             | |
|                                                                                    |                                                                                           |               |                                                                             | |
| Speelronde 22 Woensdag 5 februari 2014, 19.45 uur                                  | Go Ahead Eagles                                                                           | 2 - 2 (1 - 0) | RKC Waalwijk                                                                | : Marnix Kolder |
| De Adelaarshorst, Deventer toeschouwers: 7.619 Scheidsrechter: Eric Braamhaar      | Jop van der Linden 24' Xandro Schenk 90'                                                  |               | '64 Damiano Schet '90+1 Romeo Castelen '19 Sander Duits                     | Basisopstelling Go Ahead Eagles: Andersen, Schmidt, Vriends, Van der Linden, Schenk, Falkenburg, Overgoor, Türüç, Antonia, Kolder, Godee Toegepaste wissels Go Ahead Eagles: '71 Antonia Azevedo '81 Overgoor Lambooij                        |
| Bijzonderheden:                                                                    |                                                                                           |               |                                                                             | |
|                                                                                    |                                                                                           |               |                                                                             | |
| Speelronde 23 Zaterdag 8 februari 2014, 19.45 uur                                  | Go Ahead Eagles                                                                           | 2 - 1 (1 - 0) | AZ                                                                          | : Marnix Kolder |
| De Adelaarshorst, Deventer toeschouwers: 7.938 Scheidsrechter: Danny Makkelie      | Doke Schmidt 35' Jarchinio Antonia 86'                                                    |               | '90+4 Roy Beerens '13 Denni Avdić                                           | Basisopstelling Go Ahead Eagles: Andersen, Schmidt, Vriends, Van der Linden, Schenk, Falkenburg, Overgoor, Türüç, Godee, Kolder, Houtkoop Toegepaste wissels Go Ahead Eagles: '67 Kolder Rijsdijk '74 Godee Antonia '87 Overgoor Amevor       |
| Bijzonderheden:                                                                    |                                                                                           |               |                                                                             | |
|                                                                                    |                                                                                           |               |                                                                             | |
| Speelronde 24 Zondag 16 februari 2014, 14.30 uur                                   | FC Groningen                                                                              | 1 - 0 (1 - 0) | Go Ahead Eagles                                                             | : Marnix Kolder |
| Euroborg, Groningen toeschouwers: 18.851 Scheidsrechter: Tom van Sichem            | Tjaronn Chery 3' Maikel Kieftenbeld 73'                                                   |               | '26 Doke Schmidt '50 Sjoerd Overgoor                                        | Basisopstelling Go Ahead Eagles: Andersen, Schmidt, Vriends, Van der Linden, Schenk, Falkenburg, Overgoor, Türüç, Godee, Kolder, Houtkoop Toegepaste wissels Go Ahead Eagles: '63 Houtkoop Antonia '72 Schenk Haps '77 Overgoor Rijsdijk      |
| Bijzonderheden:                                                                    |                                                                                           |               |                                                                             | |
|                                                                                    |                                                                                           |               |                                                                             | |
| Speelronde 25 Vrijdag 21 februari 2014, 20.00 uur                                  | ADO Den Haag                                                                              | 3 - 2 (2 - 1) | Go Ahead Eagles                                                             | : Jop van der Linden |
| Kyocera Stadion, Den Haag toeschouwers: 11.186 Scheidsrechter: Richard Liesveld    | Mike van Duinen 5' Danny Bakker 12' Roland Alberg 52' Danny Bakker 69' Mitchell Schet 89' |               | '23 Gianni Zuiverloon (e.d.) '73 Marnix Kolder '88 Bart Vriends             | Basisopstelling Go Ahead Eagles: Andersen, Schmidt, Vriends, Van der Linden, Haps, Rijsdijk, Overgoor, Türüç, Antonia, Falkenburg, Godee Toegepaste wissels Go Ahead Eagles: '71 Godee Houtkoop '72 Rijsdijk Kolder '85 Van der Linden Amevor |
| Bijzonderheden:                                                                    |                                                                                           |               |                                                                             | |

#### Speelronde 26 t/m 34 (maart, april, mei)
| | |               | | |
| Speelronde 26 Zaterdag 1 maart 2014, 19.45 uur                                                                                         | Go Ahead Eagles                                                                                                   | 2 - 3 (2 - 0) | PSV | : Jop van der Linden |
| De Adelaarshorst, Deventer toeschouwers: 7.898 Scheidsrechter: Reinold Wiedemeijer                                                     | Jarchinio Antonia 1' Erik Falkenburg 25' Jop van der Linden 61'                                                   |               | '49 Memphis Depay '67 Jürgen Locadia '90 Bryan Ruiz                                                                  | Basisopstelling Go Ahead Eagles: Andersen, Schmidt, Amevor, Van der Linden, Schenk, Rijsdijk, Overgoor, Türüç, Antonia, Falkenburg, Houtkoop Toegepaste wissels Go Ahead Eagles: '72 Rijsdijk Kolder '75 Schenk Haps '84 Antonia Godee         |
| Bijzonderheden: | |               | | |
| | |               | | |
| Speelronde 27 Zondag 9 maart 2014, 14.30 uur                                                                                           | Go Ahead Eagles                                                                                                   | 1 - 0 (1 - 0) | FC Twente | : Jop van der Linden |
| De Adelaarshorst, Deventer toeschouwers: 7.938 Scheidsrechter: Pol van Boekel                                                          | Jarchinio Antonia 33'                                                                                             |               | '69 Luc Castaignos                                                                                                   | Basisopstelling Go Ahead Eagles: Andersen, Schmidt, Vriends, Van der Linden, Schenk, Rijsdijk, Overgoor, Türüç, Antonia, Falkenburg, Houtkoop Toegepaste wissels Go Ahead Eagles: '70 Houtkoop Godee '76 Schenk Haps '90 Falkenburg Kolder     |
| Bijzonderheden: | |               | | |
| | |               | | |
| Speelronde 28 Zondag 16 maart 2014, 14.30 uur                                                                                          | PEC Zwolle | 2 - 0 (1 - 0) | Go Ahead Eagles | : Jop van der Linden |
| IJsseldelta Stadion, Zwolle toeschouwers: 12.500 Scheidsrechter: Serdar Gözübüyük                                                      | Jesper Drost 45+1' Guyon Fernandez 90+4'                                                                          |               | | Basisopstelling Go Ahead Eagles: Andersen, Schmidt, Vriends, Van der Linden, Schenk, Rijsdijk, Overgoor, Türüç, Antonia, Falkenburg, Houtkoop Toegepaste wissels Go Ahead Eagles: '59 Rijsdijk Kolder '77 Houtkoop Godee '86 Türüç Amevor      |
| Bijzonderheden: - Jop van der Linden (Go Ahead Eagles) miste in de 33e minuut een strafschop.                                          | |               | | |
| | |               | | |
| Speelronde 29 Zondag 23 maart 2014, 12.30 uur                                                                                          | Go Ahead Eagles                                                                                                   | - (-)         | NAC Breda | : |
| De Adelaarshorst, Deventer toeschouwers: Scheidsrechter: -                                                                             | |               | | Basisopstelling Go Ahead Eagles: Toegepaste wissels Go Ahead Eagles: |
| Bijzonderheden: - Wedstrijd uitgesteld naar 2 april 2014, in verband met Nuclear Security Summit 2014                                  | |               | | |
| | |               | | |
| Speelronde 30 Zondag 30 maart 2014, 12.30 uur                                                                                          | Feyenoord | 5 - 0 (1 - 0) | Go Ahead Eagles | : Jop van der Linden |
| De Kuip, Rotterdam toeschouwers: 45.000 Scheidsrechter: Richard Liesveld                                                               | Lex Immers 13' Tonny Vilhena 49' Jean-Paul Boëtius 64' Mitchell te Vrede 77' Miquel Nelom 89' Terence Kongolo 51' |               | '21 Deniz Türüç | Basisopstelling Go Ahead Eagles: Andersen, Amevor, Vriends, Van der Linden, Schenk, Rijsdijk, Overgoor, Türüç, Antonia, Falkenburg, Houtkoop Toegepaste wissels Go Ahead Eagles: '62 Rijsdijk Kolder '68 Overgoor Lambooij '75 Antonia Azevedo |
| Bijzonderheden: | |               | | |
| | |               | | |
| Speelronde 29 Woensdag 2 april 2014, 18.45 uur                                                                                         | Go Ahead Eagles                                                                                                   | 2 - 1 (1 - 1) | NAC Breda | : Marnix Kolder |
| De Adelaarshorst, Deventer toeschouwers: 7.830 Scheidsrechter: Jochem Kamphuis                                                         | Jarchinio Antonia 26' Henrico Drost (e.d.) 84' Mawouna Amevor 86'                                                 |               | '38 Jordy Buijs '21 Gill Swerts '33 Jordy Buijs '86 Jelle ten Rouwelaar                                              | Basisopstelling Go Ahead Eagles: Andersen, Amevor, Vriends, Van der Linden, Schenk, Overgoor, Falkenburg, Rijsdijk, Antonia, Kolder, Houtkoop Toegepaste wissels Go Ahead Eagles: '66 Houtkoop Godee '86 Amevor Haps '88 Rijsdijk Lambooij     |
| Bijzonderheden: - Wedstrijd stond gepland voor zondag 23 maart 2014, maar wegens de Nuclear Security Summit 2014 werd deze uitgesteld. | |               | | |
| | |               | | |
| Speelronde 31 Zaterdag 5 april 2014, 20.45 uur                                                                                         | Heracles Almelo                                                                                                   | 1 - 2 (1 - 0) | Go Ahead Eagles | : Marnix Kolder |
| Polman Stadion, Almelo toeschouwers: 8.460 Scheidsrechter: Dennis Higler                                                               | Mikhail Rosheuvel 36' Kwame Quansah 65' Milano Koenders 80' Aleksei Kangaskolkka 90+3'                            |               | '68 Deniz Türüç '74 Erik Falkenburg '27 Mawouna Amevor '88 Jarchinio Antonia                                         | Basisopstelling Go Ahead Eagles: Andersen, Amevor, Vriends, Van der Linden, Schenk, Falkenburg, Overgoor, Türüç, Antonia, Kolder, Houtkoop Toegepaste wissels Go Ahead Eagles: '46 Schenk Haps '72 Houtkoop Godee                              |
| Bijzonderheden: | |               | | |
| | |               | | |
| Speelronde 32 Zaterdag 12 april 2014, 18.45 uur                                                                                        | Go Ahead Eagles                                                                                                   | 0 - 2 (0 - 1) | SC Heerenveen | : Marnix Kolder |
| De Adelaarshorst, Deventer toeschouwers: 7.938 Scheidsrechter: Reinold Wiedemeijer                                                     | |               | '36 Joost van Aken '76 Alfred Finnbogason '73 Daley Sinkgraven '82 Arnold Kruiswijk                                  | Basisopstelling Go Ahead Eagles: Andersen, Schmidt, Vriends, Van der Linden, Haps, Falkenburg, Overgoor, Türüç, Godee, Kolder, Houtkoop Toegepaste wissels Go Ahead Eagles: '46 Overgoor Rijsdijk '69 Haps Schenk '81 Houtkoop Azevedo         |
| Bijzonderheden: | |               | | |
| | |               | | |
| Speelronde 33 Zondag 27 april 2014, 14.30 uur                                                                                          | Vitesse | 2 - 2 (0 - 1) | Go Ahead Eagles | : Marnix Kolder |
| Gelredome, Arnhem toeschouwers: 20.874 Scheidsrechter: Tom van Sichem                                                                  | Goeram Kasjia 71' Davy Pröpper 79' '57 Kelvin Leerdam '90+2 Lucas Piazón                                          |               | '30 Marnix Kolder '55 Jarchinio Antonia                                                                              | Basisopstelling Go Ahead Eagles: Andersen, Schmidt, Vriends, Van der Linden, Haps, Falkenburg, Overgoor, Türüç, Antonia, Kolder, Houtkoop Toegepaste wissels Go Ahead Eagles: '75 Houtkoop Azevedo '90+3 Antonia Lambooij                      |
| Bijzonderheden: | |               | | |
| | |               | | |
| Speelronde 34 Zaterdag 3 mei 2014, 18.45 uur                                                                                           | Go Ahead Eagles                                                                                                   | 0 - 1 (0 - 1) | Roda JC | : Marnix Kolder |
| De Adelaarshorst, Deventer toeschouwers: 8.011 Scheidsrechter: Pieter Vink                                                             | |               | '16 Davy De Beule '43 Bart Biemans '44 Mark-Jan Fledderus '58 Henk Dijkhuizen '67 Timo Letschert '90+1 Davy De Beule | Basisopstelling Go Ahead Eagles: Andersen, Schmidt, Vriends, Van der Linden, Haps, Falkenburg, Overgoor, Türüç, Antonia, Kolder, Houtkoop Toegepaste wissels Go Ahead Eagles: '10 Türüç Lambooij '64 Overgoor Rijsdijk '74 Houtkoop Azevedo    |
| Bijzonderheden: | |               | | |

### KNVB Beker
|                                                                                   |                                  |               | | |
| 2e Ronde Dinsdag 24 september 2013, 20.45 uur                                     | DVS '33 (Zaterdag Hoofdklasse A) | 0 - 3 (0 - 2) | Go Ahead Eagles | : Marnix Kolder |
| DVS '33, Ermelo toeschouwers: 1.500 Scheidsrechter: K. van den Heuvel             |                                  |               | '8 Erik Falkenburg '37 Doke Schmidt '85 Jop van der Linden '26 Jop van der Linden '39 Joeri Schroyen '50 Marnix Kolder '74 Joey Godee '77 Erik Falkenburg | Basisopstelling Go Ahead Eagles: Room, Vriends, Schmidt, Schroyen, Van der Linden, Falkenburg, Overgoor, Türüç, Antonia, Kolder, Godee Toegepaste wissels Go Ahead Eagles: '46 Antonia Schenk '83 Türüç Rijsdijk '88 Falkenburg Lambooij |
| Bijzonderheden:                                                                   |                                  |               | | |
|                                                                                   |                                  |               | | |
| 3e Ronde Woensdag 30 oktober 2013, 20.00 uur                                      | Excelsior                        | 1 - 0 (0 - 0) | Go Ahead Eagles | : Marnix Kolder |
| Stadion Woudestein, Rotterdam toeschouwers: 1.753 Scheidsrechter: Jochem Kamphuis | Moussa Kalisse 90'               |               | | Basisopstelling Go Ahead Eagles: Room, Schmidt, Vriends, Van der Linden, Schenk, Falkenburg, Overgoor, Türüç, Antonia, Kolder, Godee Toegepaste wissels Go Ahead Eagles: '68 Godee Houtkoop '69 Türüç Lambooij                           |
| Bijzonderheden: - Go Ahead Eagles uitgeschakeld                                   |                                  |               | | |

## Statistieken (Eindstand)
| Speler             | Wed E | Aantal doelpunten Eredivisie | Aantal gele kaarten Eredivisie | Aantal 2× geel Eredivisie | Aantal rode kaarten Eredivisie | Wed B | Aantal doelpunten Beker | Aantal gele kaarten Beker | Aantal 2× geel Beker | Aantal rode kaarten Beker | Wed T | Aantal doelpunten Totaal | Aantal gele kaarten Totaal | Aantal 2× geel Totaal | Aantal rode kaarten Totaal |
| ------------------ | ----- | ---------------------------- | ------------------------------ | ------------------------- | ------------------------------ | ----- | ----------------------- | ------------------------- | -------------------- | ------------------------- | ----- | ------------------------ | -------------------------- | --------------------- | -------------------------- |
| Mawouna Amevor     | 22    | 1                            | 4                              | 0                         | 0                              | 0     | 0                       | 0                         | 0                    | 0                         | 22    | 1                        | 4                          | 0                     | 0                          |
| Stephan Andersen   | 13    | 0                            | 0                              | 0                         | 0                              | 0     | 0                       | 0                         | 0                    | 0                         | 13    | 0                        | 0                          | 0                     | 0                          |
| Jarchinio Antonia  | 33    | 9                            | 4                              | 0                         | 1                              | 2     | 0                       | 0                         | 0                    | 0                         | 35    | 9                        | 4                          | 0                     | 1                          |
| Thomas Azevedo     | 5     | 0                            | 0                              | 0                         | 0                              | 0     | 0                       | 0                         | 0                    | 0                         | 5     | 0                        | 0                          | 0                     | 0                          |
| Erik Falkenburg    | 31    | 9                            | 5                              | 0                         | 0                              | 2     | 1                       | 1                         | 0                    | 0                         | 33    | 10                       | 6                          | 0                     | 0                          |
| Joey Godee         | 27    | 0                            | 1                              | 0                         | 0                              | 2     | 0                       | 1                         | 0                    | 0                         | 29    | 0                        | 2                          | 0                     | 0                          |
| Ridgeciano Haps    | 10    | 0                            | 1                              | 0                         | 0                              | 0     | 0                       | 0                         | 0                    | 0                         | 10    | 0                        | 1                          | 0                     | 0                          |
| Xander Houtkoop    | 33    | 3                            | 1                              | 0                         | 0                              | 1     | 0                       | 0                         | 0                    | 0                         | 34    | 3                        | 1                          | 0                     | 0                          |
| Omar Kavak         | 5     | 0                            | 0                              | 0                         | 0                              | 0     | 0                       | 0                         | 0                    | 0                         | 5     | 0                        | 0                          | 0                     | 0                          |
| Marnix Kolder      | 31    | 7                            | 1                              | 0                         | 0                              | 2     | 0                       | 1                         | 0                    | 0                         | 33    | 7                        | 2                          | 0                     | 0                          |
| Lars Lambooij      | 23    | 0                            | 0                              | 0                         | 0                              | 2     | 0                       | 0                         | 0                    | 0                         | 25    | 0                        | 0                          | 0                     | 0                          |
| Jop van der Linden | 31    | 4                            | 2                              | 0                         | 0                              | 2     | 1                       | 1                         | 0                    | 0                         | 33    | 5                        | 3                          | 0                     | 0                          |
| Patrick ter Mate   | 1     | 0                            | 0                              | 0                         | 0                              | 0     | 0                       | 0                         | 0                    | 0                         | 1     | 0                        | 0                          | 0                     | 0                          |
| Sjoerd Overgoor    | 34    | 0                            | 4                              | 0                         | 0                              | 2     | 0                       | 0                         | 0                    | 0                         | 36    | 0                        | 4                          | 0                     | 0                          |
| Joran Pot          | 2     | 0                            | 0                              | 0                         | 0                              | 0     | 0                       | 0                         | 0                    | 0                         | 2     | 0                        | 0                          | 0                     | 0                          |
| Jeffrey Rijsdijk   | 27    | 1                            | 0                              | 0                         | 0                              | 1     | 0                       | 0                         | 0                    | 0                         | 28    | 1                        | 0                          | 0                     | 0                          |
| Eloy Room          | 20    | 0                            | 0                              | 0                         | 0                              | 2     | 0                       | 0                         | 0                    | 0                         | 22    | 0                        | 0                          | 0                     | 0                          |
| Xandro Schenk      | 30    | 3                            | 5                              | 0                         | 0                              | 2     | 0                       | 0                         | 0                    | 0                         | 32    | 3                        | 5                          | 0                     | 0                          |
| Doke Schmidt       | 27    | 2                            | 4                              | 0                         | 0                              | 2     | 1                       | 0                         | 0                    | 0                         | 29    | 3                        | 4                          | 0                     | 0                          |
| Joeri Schroyen     | 4     | 0                            | 0                              | 0                         | 0                              | 1     | 0                       | 0                         | 0                    | 1                         | 5     | 0                        | 0                          | 0                     | 1                          |
| Deniz Türüç        | 31    | 3                            | 5                              | 0                         | 1                              | 2     | 0                       | 0                         | 0                    | 0                         | 33    | 3                        | 5                          | 0                     | 1                          |
| Bart Vriends       | 32    | 0                            | 5                              | 0                         | 0                              | 2     | 0                       | 0                         | 0                    | 0                         | 34    | 0                        | 5                          | 0                     | 0                          |
| Eigen Doel         | X     | 3                            | X                              | X                         | X                              | X     | 0                       | X                         | X                    | X                         | X     | 3                        | X                          | X                     | X                          |
| Totaal             | 34    | 45                           | 42                             | 0                         | 2                              | 2     | 3                       | 4                         | 0                    | 1                         | 36    | 48                       | 46                         | 0                     | 3                          |

ADO Den Haag ·
Ajax ·
AZ ·
SC Cambuur ·
Feyenoord ·
Go Ahead Eagles ·
FC Groningen ·
sc Heerenveen ·
Heracles Almelo ·
NAC Breda ·
N.E.C. ·
PEC Zwolle · 
PSV ·
RKC Waalwijk ·
Roda JC Kerkrade ·
FC Twente ·
FC Utrecht ·
Vitesse